# シースワン・ヂャンヤー
シースワン・ヂャンヤー（タイ語: ศรีสุวรรณ จรรยา、1968年5月25日 - ）はタイの環境活動家。反地球温暖化協会の会長として、マープタープット工業団地公害訴訟問題において、住民やその他の組織と一緒に反対運動を組織している。

## 略歴
1968年5月25日、ピサヌローク県に生まれる。メーヂョー大学 農業技術学科で学位を取得。その後、ラーマカムヘーン大学政治学部で学士号を取得。1997年頃から、タイの廃棄物、森林、発電所問題などの環境をテーマにした研究を行っている。